# Sole d'Europa (пісня)
«Sole d'Europa» — сингл Enrico Ruggeri. Це драматична балада, в якій співачка просить сонце окупати Європу світлом, щоб вона забула свої проблеми.
Пісня була представлена на пісенному конкурсі Євробачення 1993 року, який відбувся 15 травня в Ірландії і була випущена як сингл у поєднанні з піснею Bianca Balena, взятою з альбому La giostra della memoria. Пізніше вона була включена в альбом 1996 року Mud and Stars у версії, яка також включає куплет, виконаний німецькою та один французькою мовами.